# Província de Barcelona (Venezuela)
| Província extinta da Venezuela                                                                                |                                             |                   |
| \| ← \| 1810-1864 \| (1821) → (1864) → \|                                                                     |                                             |                   |
| Localização da província de Barcelona em Venezuela                                                            |                                             |                   |
| Capital | Barcelona 10°4′N 64°43′Ou / 10.067, -64.717 |                   |
| Idioma oficial                                                                                                | Espanhol                                    |                   |
| Religião | Católica                                    |                   |
| Período histórico                                                                                             | Século XIX                                  |                   |
| • Criação | 27 de abril de 1810                         |                   |
| • Elevado a Estado                                                                                            | 22 de abril de 1864                         |                   |
| Superfície |                                             |                   |
| • 1840 | 26 923 km²                                  |                   |
| População |                                             |                   |
| • 1840 est.                                                                                                   | 52 103                                      |                   |
| Densidade | 1,9 hab./km²                                |                   |
| Moeda | Real Peso venezuelano                       |                   |
| Membro de: Província de Nova Andaluzia, Capitanía Geral de Venezuela, Grande Colômbia, República de Venezuela |                                             |                   |
| ← | 1810-1864                                   | (1821) → (1864) → |

A Província de Barcelona foi uma das províncias sob a autoridade do governo da Nova Andaluzia, seu território corresponde com algumas mudanças ao do atual estado venezuelano de Anzoátegui, também se lhe conheceu como «Província de Nova Barcelona».

## Etimologia
Foi chamada assim pela Província de Barcelona na atual Espanha, recebeu esse nome desde princípios do século XVIII até 1821 e depois entre 1830 e 1864, quando seu nome é substituído pelo de «Estado Barcelona», é somente a partir do ano 1909 que o território é rebatizado como Estado Anzoátegui, em honra do general venezuelano nascido em Barcelona, José Antonio Anzoátegui, herói da guerra de Independência contra o Império espanhol.

## História

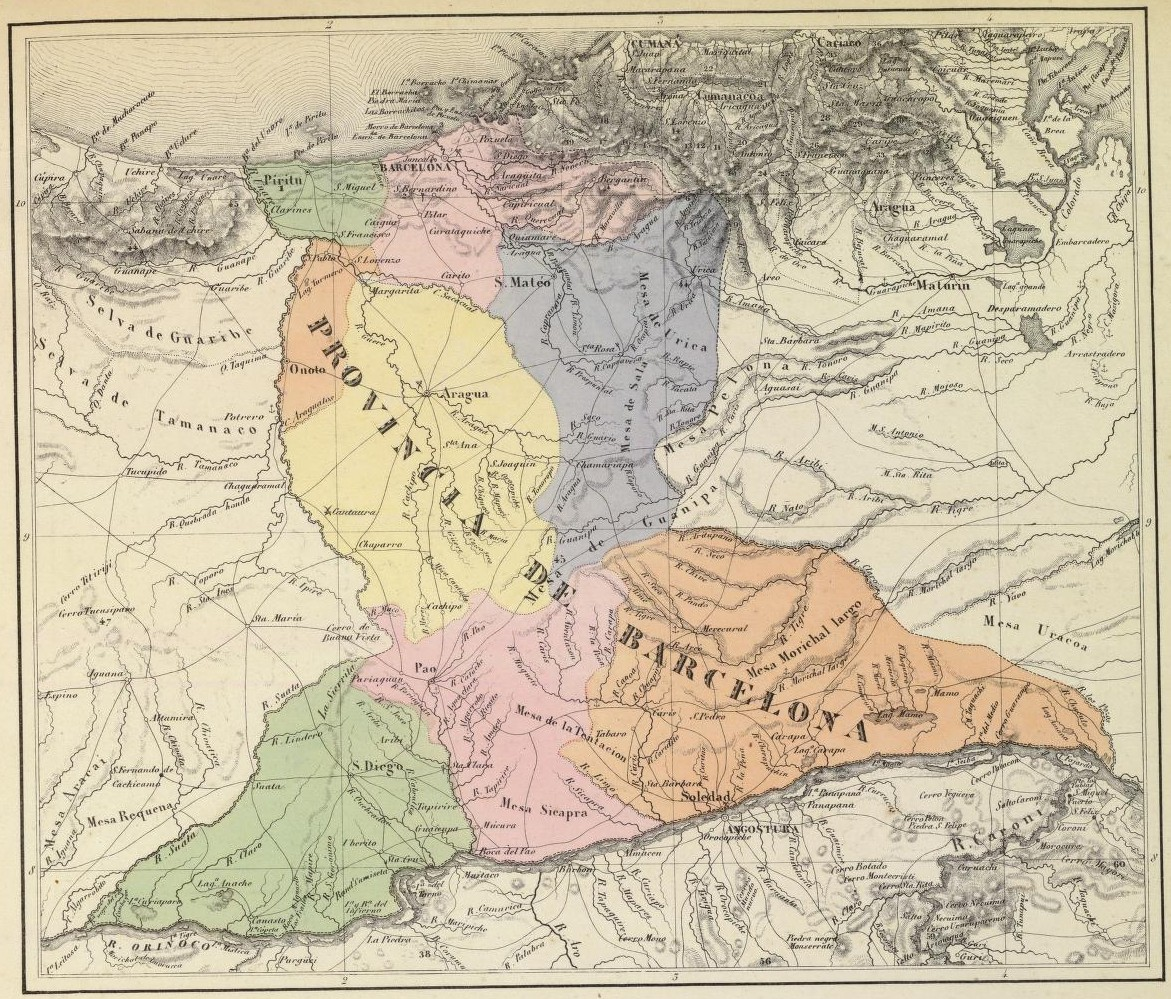
Província de Barcelona em 1840.

Em 1638 no oriente de Venezuela que então era uma colônia espanhola foi fundada a cidade de Nova Barcelona do Cerro Santo (atual Barcelona, Venezuela) pelo conquistador espanhol de origem catalão Joan Orpí. 
Em 1761, limitava ao norte com a população de Pozuelos; para o oeste com o rio Unare até sua cabeceira; pelo este com a mesa de Guanipa e ao sul, com o rio Orinoco.
Devido à Revolução de 19 de Abril de 1810, na cidade de Barcelona reuniu-se uma junta que proclamou em 27 de abril a independência da província, a qual constituía até esse momento o distrito Barcelona da província de Cumaná. Em 11 de julho de 1810, a Junta Suprema de Caracas incluiu a Barcelona entre as províncias que desconheciam à autoridade do governo espanhol.

## Divisão territorial
Em 1825 a província de Barcelona estava dividida nos cantões de Barcelona, Píritu, Pilar, Aragua de Barcelona, Pao, San Diego.
Em 1840 a província de Barcelona estava dividida nos cantões de Barcelona, Píritu, Onoto, Aragua de Barcelona, Pao, San Diego, San Mateo, Solidão.